# جیمز لابری
جیمز لابری (انگلیسی: James LaBrie؛ زادهٔ ۵ مه ۱۹۶۳) خواننده کانادایی است. او خواننده گروه پراگرسیو متال آمریکایی دریم تیتر است که در سال ۱۹۹۱ به آن پیوست.

## زندگی
کِوین جیمز لابری در پنتنگویشین کانادا به دنیا آمد و نواختن درام را از پنج سالگی آغاز کرد. در اواسط نوجوانی، او عضو چندین گروه موسیقی بود که سعی در آواز خواندن و/یا درام زدن داشتند. او در ۱۷ سالگی نواختن درام را متوقف کرد و در سال ۱۹۸۱ در ۱۸ سالگی به تورنتو نقل مکان کرد.
لابری در بسیاری از مصاحبه‌های قدیمی‌تر گفته بود که مسیحی است و فعالانه تمام مناسک این دین را انجام می‌دهد. با این حال، در سال ۲۰۰۵ گفت که از آن زمان از دین سازمان‌یافته فاصله گرفته است؛ او خود را «شخصی با جهت‌گیری معنوی‌تر» می‌داند.
لابری در مصاحبه‌ای گفت که در دبیرستان با همسرش کارن آشنا شده است. تا سال ۲۰۲۲، آن‌ها ۳۳ سال بود که ازدواج کرده‌اند.

## خوانندگی

### تأثیرات
تأثیرات موسیقایی لابری از سبک‌های بسیار متنوعی سرچشمه می‌گیرد و شامل هنرمندانی چون سباستین باک، ایروسمیث، دن داکن، متالیکا، دورز، لودویگ فان بتهوون، نت کینگ کول، کوئین، استینگ و میوز می‌شود. به گفتهٔ لابری، الهام از گروه میوز در آلبوم اکتاواریوم دریم تیتر مشهود است. لابری، فردی مرکوری را «خوانندهٔ محبوب تمام دوران» خود می‌داند و همچنین از خوانندگانی چون استیو پری، لو گرام، راب هالفورد، استیون تایلر، رابرت پلنت و جف باکلی نیز تمجید می‌کند.

### بازخورد
در سال ۲۰۱۰، لابری در رتبهٔ ۱۶ فهرست «برترین خوانندگان تمام دوران» به‌انتخاب خوانندگان وب‌سایت فیوچر پی‌ال‌سی قرار گرفت.

### حادثهٔ مسمومیت غذایی
در ۳۰ دسامبر ۱۹۹۴، در جریان تعطیلاتش در کوبا، لابری به دلیل خوردن گوشت خوک آلوده دچار مسمومیت غذایی شدید شد و هنگام استفراغ، تارهای صوتی‌اش آسیب دید. او به دیدن سه متخصص حنجره رفت و همگی گفتند تنها کاری که می‌تواند بکند، استراحت حداکثری صداست. با این حال، در ۱۲ ژانویهٔ ۱۹۹۵، برخلاف توصیهٔ پزشکان، همراه گروه در تور ژاپن برای تبلیغ آلبوم بیدار حاضر شد، در حالی که صدایش هنوز به حالت عادی بازنگشته بود. لابری گفته است که تا دست‌کم سال ۲۰۰۲ احساس نکرد که صدایش به حالت «عادی» برگشته باشد. این دوران برای او بسیار سخت بود و حتی به دلیل افسردگی ناشی از مشکل صدا، به ترک گروه فکر کرد، اما هم‌گروهی‌هایش او را به ماندن تشویق کردند. پس از پایان تور World Tourbulence، دریافت که صدایش کاملاً بازگشته است و می‌گوید این بهبودی را مدیون گذر زمان و تمرین بوده است. با این حال، او در مصاحبه‌ای در سال ۲۰۱۹ توضیح داد که این حادثه بر وسعت صدای او تأثیر گذاشته است؛ یعنی قبل از آسیب تارهای صوتی، او می‌توانست نت‌های بالاتری را بخواند، اما بعد از حادثه، محدودهٔ صدایش پایین‌تر آمد و در زدن نت‌های بالا باید بسیار محتاط باشد تا دوباره به تارهای صوتی‌اش فشار نیاورد.

### اتهام لب‌خوانی
در فوریهٔ ۲۰۲۲، شایعاتی مبنی بر لب‌زنی لابری در بخش آمریکای شمالی تور دریم تیتر شکل گرفت؛ این شایعات پس از انتشار ویدئوهای ضبط‌شدهٔ طرفداران در اینترنت شدت گرفت. به‌طور خاص، برخی طرفداران بخش پس از کورس آهنگ «Bridges in the Sky» را به‌عنوان مدرکی برای استفادهٔ لابری از صدای از پیش ضبط‌شده مطرح کردند. لابری در اجرای گروه در هیوستون تگزاس، در ۱۸ مارس ۲۰۲۲، به این حواشی واکنش نشان داد و ضمن رد این اتهامات، گفت که در تمام عمرش هرگز لب‌خوانی نکرده است.